# Pseudothyridium pelissiei
Pseudothyridium pelissiei är en skalbaggsart som beskrevs av Soula 2002. Pseudothyridium pelissiei ingår i släktet Pseudothyridium och familjen Rutelidae. Inga underarter finns listade i Catalogue of Life.